# Falco (rod)
Falco je rod dravců z čeledi sokolovitých. Je rozdělován na větší množství podrodů, pro které jsou v češtině používána samostatná rodová jména (sokol, poštolka, raroh, ostříž a dřemlík). Rozdělení do podrodů je do jisté míry jasné u běžnějších, lépe studovaných druhů, u řady dalších je však natolik nejasné, že není široce používáno. V současné době je rozlišováno 37-39 druhů.

## Systém rodu
V rodu Falco jsou rozlišovány následující druhy:
- sokoli
  - Falco fasciinucha, sokol malý
  - Falco peregrinus, sokol stěhovavý
  - Falco (peregrinus) pelegrinoides, sokol šahin
- rarozi
  - Falco berigora, raroh proměnlivý
  - Falco biarmicus, raroh jižní
  - Falco cherrug, raroh velký
  - Falco hypoleucos, raroh šedý
  - Falco jugger, raroh lagar
  - Falco mexicanus, raroh prériový
  - Falco rusticolus raroh lovecký
  - Falco subniger, raroh černý
- ostříži
  - Falco concolor, ostříž arabský = ostříž popelavý
  - Falco cuvieri, ostříž africký
  - Falco deiroleucos, ostříž rudoprsý
  - Falco eleonorae, ostříž jižní
  - Falco femoralis, ostříž aplomado
  - Falco longipennis, ostříž australský
  - Falco novaeseelandiae, ostříž novozélandský
  - Falco rufigularis, ostříž rudobřichý
  - Falco severus, ostříž rezavobřichý
  - Falco subbuteo, ostříž lesní
- poštolky
  - Falco alopex, poštolka rezavá
  - Falco amurensis, poštolka amurská
  - Falco araea, poštolka seychelská
  - Falco ardosiaceus, poštolka šedá
  - Falco cenchroides, poštolka australská
  - Falco dickinsoni, poštolka Dickinsonova
  - Falco moluccensis, poštolka molucká
  - Falco naumanni, poštolka jižní
  - Falco newtoni, poštolka madagaskarská
  - Falco punctatus, poštolka mauricijská
  - Falco rupiculoides, poštolka bělooká
  - Falco sparverius, poštolka pestrá
  - Falco tinnunculus, poštolka obecná
  - Falco vespertinus, poštolka rudonohá
  - Falco zoniventris, poštolka proužkovaná
- dřemlíci
  - Falco columbarius, dřemlík tundrový
  - Falco chicquera, dřemlík rudohlavý (Pákistán, Indie/jižní Afrika)